# ブックライブ
ブックライブは、凸版印刷の子会社である株式会社BookLiveが運営する、個別課金型の電子書籍ストアである。

## 概要
2011年2月17日開設。配信コンテンツは、小説やコミック・実用書・雑誌・写真集など81万冊以上を取り揃え、2019年9月時点で国内最大級の規模を誇る。サービス名は、開設時から長らく英語表記の「BookLive!」が使用されていたが、2021年1月半ばにカタカナ表記の「ブックライブ」に改められた。
少年・青年マンガ、少女・女性マンガなどの漫画を中心に、ライトノベル、小説・文芸、ビジネス・実用、雑誌、写真集、TL、BL、アダルトの計10種類のジャンルの電子書籍を配信している。また自社レーベルのオリジナル作品を展開しており、既存作品においては先行配信を行っている。
書籍・雑誌のまとめ買い・定期購読が可能で、購入実績に応じてポイントが付与されるサービスも提供されているが、海外からの利用はできない。Tポイントに加盟しており、通常は200円ごとに1ポイント（会員ランク・キャンペーンにより変化）が付与される。購入した電子書籍は、デジタル著作権管理（DRM）により他社ソフトでは閲覧できないが、Windows用のBookLive! Reader・Android/iOS用のブックライブアプリ・ウェブブラウザ・専用端末 BookLive!Reader Lideo（サービス終了）の各種方法で閲覧することができる。また最大50%引き（ジャンル・冊数制限あり）の割引クーポンが出る、クーポンカチャも実施されており、1日2回引くことができる。
KADOKAWAの電子書籍ストアBOOK☆WALKERと本棚連携をしており、BookLive!で購入したKADOKAWAグループの作品（アスキー・メディアワークスの一部の雑誌を除く）を、BOOK☆WALKERで読むことができる。
またTSUTAYAが提供するAirBook・三省堂書店デジプラスとも本棚連携を行っている。
支払い方法はクレジットカード・キャリア決済のほかに、BookLive!プリペイドカード・WebMoney・BitCash・モバイルSuica・楽天Edy・Google Pay・PayPay・LINE Pay・楽天ペイ・三省堂書店店頭決済サービス・Tポイント・BookLive!ポイント・月額課金の月額ポイントと多岐にわたっている。なおBookLive!プリペイドカードは、一部のコンビニエンスストア・スーパー・書店などで販売されている。試し読みや無料作品の閲覧は非会員でも可能。
会員登録にはメールアドレスのほか、LINE、facebook、Yahoo!JapanID、Apple IDのアカウント連携を利用できる。またウェブサイト内では、おすすめの電子書籍を紹介するオウンドメディア『ぶくまる』を展開している。

## 沿革
2011年
- 2/17 - クラウド型電子書籍ストア「ブックライブ」オープン[1]
- 3/22 - ASUSタブレットPCに「ブックライブ」初搭載[7]
- 4/4 - 決済方法としてプリペイド型電子マネー「WebMoney（ウェブマネー）」を新たに導入
- 4/5 - 電子アプリケーション「BookLive!Reader for LG」を公開
- 6/20 - Android搭載スマートフォンに初プリインストール
- 6/22 - 「GALAXY SⅡ」にプリインストール
- 6/23 - Android搭載タブレットに初プリインストール
- 7/6 - 雑誌コンテンツの取扱いを開始[8]
- 7/13 - イー・モバイル端末に初プリインストール
- 8/26 - イー・モバイル端末の2機種に新たにプリインストール
- 9/22 - Windows® Phone初の電子書籍サービスを開始[9]
- 10/7 - iPhone、iPad（iOS）での電子書籍サービスを開始[10]
- 10/7 - ASUSタブレットへ新たにプリインストール
- 10/31 - ソフトバンクモバイル「ソフトバンクまとめて支払い」を導入[11]
- 11/29 - パナソニック端末に初プリインストール
- 12/1 - イー・モバイルスマートフォンへ 唯一の電子書籍アプリとして新たにプリインストール
- 12/6 - 「三省堂書店」と戦略的パートナーシップを構築
- 12/9 - オンキヨー端末へプリインストール
- 12/15 - au by KDDI「auかんたん決済」に対応[12]
- 12/21 - iPhone、iPad（iOS）向けに雑誌コンテンツの提供を開始[13]

2012年
3/19 - NTTドコモの「ドコモ　ケータイ払い」に対応
3/23 - 読売新聞社の書籍を先行独占配信。読売新聞社初の電子書籍を発刊
4/2 - 「三省堂書店」 ポイント連携サービスとソーシャル本棚「読むコレ」の提供を開始
4/23 - リーダーアプリとストアに「続巻お知らせ機能」などを追加し、大幅リニューアル
5/22 - 「三省堂書店×ブックライブ『宇宙兄弟』キャンペーン」を 開始
5/30 -  ソーシャル本棚 「読むコレ」にFacebook、twitter連携機能を追加。 レビューや書籍ランキングをSNSへ同時投稿可能となる
8/1 - 角川グループ各社の書籍を本日より配信開始
8/9- 配信コンテンツ数92,000を突破
8/14 - NTTドコモの「docomo ログイン」に対応
11/7 - 電子書籍専用端末「BookLive!Reader Lideo（リディオ）』を販売開始
11/13 - ブックライブでライトノベル専門の「ラノベコーナー」を新設
12/7 - 国内初の電子書籍専用プリペイドカードを発行
12/10 -『BookLive!Reader Lideo（リディオ）』、販売開始
12/14 - JTBパブリッシングの「るるぶ情報版」を配信開始
2013年
1/11 -有隣堂で「BookLive!Reader Lideo（リディオ）」の販売を開始
3/6 - 「AMERICAN EXPRESS」と「Diners Club」のカード決済に対応
3/25 - 「ブックライブ」、「BOOK☆WALKER」と電子書籍の本棚連携を開始
3/28 - ユーザーのリクエストを反映して書籍を電子化する「BookLive! リクエスト」を開始
4/1 - お気に入りの作品や作家の新刊情報をお知らせする「新刊通知機能」を追加
4/5 - 昭文社初の電子書籍電子書籍端末「Lideo」が試せる宿泊プランが新登場 
4/11 -医学書の取り扱いを開始
4/12 - 愛知・岐阜・三重を中心に展開する『いまじん白揚グループ』で「BookLive!Reader Lideo（リディオ）」の販売を開始
4/19 - スクウェア・エニックス人気作品5タイトルを電子書籍で先行配信
4/25 - そごう大宮店の三省堂書店にて「BookLive!Reader　Lideo（リディオ）」の体験イベントを実施
4/26 - 集英社が発行する全ファッション誌の電子版を配信開始
5/7 - オーバーラップ文庫の人気ライトノベル5タイトルを取扱い開始
5/20 - 初のタイムセールを開催
6/12 - 予約購入によるポイントバック制度を開始
7/26 - 英俊社発行の『中学校別入試対策シリーズ』、『高校別入試対策シリーズ』（赤本）を配信開始
8/7 - ビジネス書・実用書のコーナーを新設
8/9 - 取扱いコンテンツ数20万冊を達成
2014年
6/30 – カルチュア・コンビニエンス・クラブ株式会社と戦略的パートナーシップに基本合意
12/1 -「Tポイント」を導入  
2015年
2/14 - 大江戸温泉物語の会員向け無料アプリ「いいふろ会員アプリ」に立ち読みマンガコーナーを提供 
3/2 - 凸版印刷運営する電子チラシサービス「Shufoo!」と連携し、新コンテンツ「Shufoo!マンガ」の配信開始。
3/13 -「TSUTAYAデジタル特典」開始
3/24 - 本にまつわる情報サイト「ぶくまる」を正式オープン 
3/31 - 電子マネー「楽天Edy」、「モバイルSuica」の決済に対応 
5/8 - ANA国際線の機内シートモニターで電子書籍が読めるサービスを開始  
5/27 - 「マンガ無料連載」サービス開始
7/7 - 性典系コミック雑誌「アナンガ・ランガ」創刊
12/11 - ボーイズラブ漫画雑誌「シガリロ」創刊
2016年
2/29 - マンガアプリ「マンガきゅんと」サービス開始 
4/1 - 携帯小説投稿サイト「トルタ」を開設 
7/22 - マンガアプリ「マンガDASH」サービス開始
11/1 - データ分析サービスを手掛ける株式会社白ヤギコーポレーションと資本・業務提携し持分法適用関連会社化 
12/2 - 一般マンガレーベル「NINO（ニノ）」配信開始 
12/27 - 無料マンガ「マンガきゅんとplus」サービス開始 
2017年
1/18 - 作品の予約サービス開始
3/31 - 自社コンテンツ事業強化を目的として、アプリックスIPパブリッシング株式会社（現・フレックスコミックス株式会社）、フレックスコミックス株式会社の全株式を取得し、子会社化
7/21 - こじらせ恋愛レーベル「ズレット！」配信開始 
11/21 - 創作系個人誌配信専門出版社「ブリック出版」を設立 
2018年
2/26 - iOS版マンガアプリ「コミック コンテナ」をリリース 
3/15 - 「ハンディコミック」が「BookLive!コミック」に名称変更
7/12 - 「ライブレボルト」紙単行本の発行を開始  
11/30 - Google Payに対応 
2019年
4/27 - 伊藤健太郎の新CM「ブックライブマン 登場」篇放送開始
6/25 - 紙と電子の連携サービス『Airbook』サービスを全国ファミリーマート店舗にてスタート 
7/25 - 縦スクロール閲覧に対応
10/1 - 株式会社パルミーの株式取得（子会社化）
10/21 - 声優・上田麗奈 初のデジタルフォトブック独占配信開始 
11/5 - 「ヤングチャンピオン」（秋田書店）のタイアップ企画『ヤンチャンLive!(ライブ)』始動
2020年
2/12 - 株式会社秋水社の協力を得て、女性向けマンガレーベル「オトナ恋」配信開始
2/13 - 「ブックライブ」専用プリペイドカード、デイリーヤマザキ約1,500店舗をはじめ、販路を大幅に拡大
7/17 - 声優・山下七海 初のデジタルフォトブック独占配信開始
7/22 - LINE Pay対応
8/28 – 配信コンテンツ数累計100万冊を突破
10/1 - 「電子書籍・電子コミックに関する調査」(実査委託先：ESP総研、調査対象：20～29歳)において、「使いやすい電子書籍ストア」部門で第1位を獲得
9/23 - 「PayPay」の利用が可能となる
10/1 - 「2020年　オリコン顧客満足度®ランキング マンガアプリ 総合型」で第1位を獲得
10/1 - JR東日本のコンテンツ配信サービス「noricon（ノリコン）」から利用可能に
11/9 -「ブックライブ」 ×「フレックスコミックス」、異世界ファンタジー作品の新レーベル「COMICアーク」を創刊＆独占配信
2021年
4/21 - 新機能「感情タグ」を搭載
5/28 - 声優・田中美海のデジタルフォトブック独占配信開始
9/8 -「楽天ペイ（オンライン決済）」の利用が可能となる
10/1 - 一般ジャンルのオリジナルマンガを出版社名「ライブコミックス」として刊行開始
10/8 - ブロマンス+ニアBL+ライトBL特化のデジタル新雑誌『キミトワ』創刊 
10/23 - 橋本環奈の新テレビCM「ブックライブダンス篇」10月23日より開始
11/10  - 「ペイディ（あと払い決済）」の利用が可能に
12/8 – マンガのキャラクターを讃える業界初のアワード「マガデミー賞」を創設
12/13 - テレビCM「ブックライブダンス篇」が11月度のCM好感度(マスコミ・教育業類)ランキング1位を獲得
12/25 - 橋本環奈のブックライブ 新テレビCM「無料マンガ」篇、「使いやすさ」篇の2本立てが開始
2022年
2/8 - カルチュア・エンタテインメント株式会社との資本業務提携

## 特徴

### 搭載機能
本棚機能
My本棚にて購入された電子書籍の確認をする機能。本棚の整理機能として、以下のようなオプションがついている。
条件別検索
キーワードやカテゴリ、ジャンル、作者、出版社などの条件別で検索する機能。
表示順変更
購入順/作品名順/作者名順に並べ替えをする機能。
新刊通知
作品名、作者名での新刊通知の設定をする機能。
ブックライブポイント
最大200,000ポイントまで貯めることができるブックライブ専用のポイント。
貯めたポイントは作品購入時に＜1ポイント=1円＞で使用可能。
Tポイント
200円ごとにTポイント1ポイント（会員ランク・キャンペーンの内容により増加）が付与される。作品購入時には＜1ポイント=1円＞で使用することが可能。
サンクスプレミアムクラブ
毎月の購入金額でランクが決定する会員ランク制度。会員ランクに応じた付与率で、ボーナスポイント（Tポイント）が付与される。
来店ポイント
来店時に、1日1回、1ポイント（＝1円）、10日目はボーナスで10ポイント（＝10円）取得できる。
クーポン機能
作品購入時に使用可能なクーポンが確認をする機能。
クーポンガチャ
最大50%引き（ジャンル・冊数制限あり）の割引クーポンが入手できるガチャ機能。1日1回のみ引けるが、結果をシェアすることで再挑戦も可能。
セーフサーチ
性的・暴力的に過激な表現が含まれる作品の表示を調整する機能。
フォロー機能
お気に入りの作品や作者をフォローする機能。
フォロー対象の新刊や期間限定セールの通知が、メールやプッシュ通知、LINEなどで届く。
感情タグ
「泣ける」「アツい」など、作品に対する感情を表すタグを投稿できる機能。
購入予約
購入予約をすると、配信開始後に作品が自動で購入される。同時に本棚にも追加される。
クレジットカード支払いのみ対応している。
新刊オート購入
新刊の発売日に自動で作品が購入され、本棚に追加される。
クレジットカード支払いのみ対応している。

### 連携機能
Airbookサービス
Tカードを提示して対象商品を購入し、関連する電子書籍やデジタル特典をブックライブで読む機能。
Airbookサービスに対応している店舗のみ適用がされている。
Facebook ID連携
Facebookに登録しているIDや情報を利用してブックライブの会員登録をする機能。
LINEアカウント連携
ユーザーのアカウントと連携することで、ブックライブの関連情報がLINEで届く。
Apple ID連携
ブックライブへの会員登録やログインにApple IDを利用する機能。
Apple IDの使用を停止しても、ブックライブからは退会しない仕様。
BOOK☆WALKERとの本棚連携サービス
ブックライブで購入したKADOKAWAグループの作品（アスキー・メディアワークスの一部の雑誌を除く）を、BOOK☆WALKERで読むことができる。
三省堂書店連携サービス
デジプラス
三省堂書店が提供する紙本の購入で、同タイトルの電子版の購読が可能となるサービス。
店頭決済サービス
三省堂書店の店頭で電子書籍が購入可能。現金や図書カードで1冊から買うことができる。クラブ三省堂ID連携を行った場合、ブックライブの本棚に自動で書籍が表示される。
クラブ三省堂ID連携
電子書籍の購入で、クラブ三省堂ポイントが貯まる。